# Gansakkermolen
De Gansakkermolen (Molen van de Gansakker of molen van Bakelants) in de Belgische stad Geel is een windkorenmolen die in afwachting van verhuizing en renovatie gedemonteerd is. Deze standerdmolen van het Kempische type was een van de stevigste molens in de regio. Hij was kortgerokt, had hangende windweeg, de voor- en achterbalken waren doorlopend en hij had een gebogen dak met rabatwerk. De voet was gesloten. De molen werd waarschijnlijk gebouwd in 1797. Hij wordt genoemd in een rekening van de gasthuiszusters van dat jaar. Van 1906 tot 2000 was hij in het bezit van de familie Bakelants. Groot onderhoud en herstel werden in 1946 uitgevoerd. Hierbij werd een nieuwe ijzeren vang geïnstalleerd. In de jaren zestig werd de molen stilgelegd, maar men kon hem tot 1987 zo nu en nog zien draaien. Vanaf de jaren zeventig werd de windvang steeds meer belemmerd door de oprukkende bebouwing. De Gansakkermolen is een beschermd monument sinds 23 november 1981.
De molen ging aan het draaien tijdens een zware storm in 1990. Toen hij na korte tijd weer stilviel, verwijderde molenaar Bakelants de windplanken en de "halve verdekkering" op de toppen van de roeden. Dit ontsluierde een groot gevaar voor roedebreuk. Het gevlucht was duidelijk aan vervanging toe. Zes jaar later werden de wieken verwijderd, en in 2003 werd de molenkast van de standerd gehaald en op het naburige perceel neergezet waar hij nog staat. Alle overige molenonderdelen zijn in een loods van de stad Geel opgeslagen.
In 2000 kocht dhr. Dieter Borngräber het monument. Hij wilde het restaureren en verplaatsen naar een open veld in Kievermont in Geel waar de windvang beter was. Het was niet de eerste keer dat men over verplaatsen sprak, dit werd ook in de jaren 80 overwogen. Een volledige restauratie zou enkele jaren in beslag nemen. In 2008 werd de Gansakkermolen te koop aangeboden.
In 2023-2024 werd de molen gerestaureerd en heropgebouwd te Sint-Amands aan de Molendreef, vlakbij de locatie van de gelijkaardige Scheldemolen die in 1903 afgebroken werd.

## 's molens molenaars en eigenaars
- tot 1906: onbekend
- 1906-2000: de familie Bakelants, Victor Bakelants was de laatste beroepsmolenaar
- 2000-2008(?): Dieter Borngräber
- 2008: te koop gezet
- 2014: verkocht aan de Koninklijke Vereniging voor Natuur- en Stedeschoon (KVNS).

## Technische gegevens
De molen is in afwachting van verhuizing en renovatie gedemonteerd. Hiervoor had hij
- geklinknagelde roeden (verdwenen)
- twee koppels molenstenen
- een gebogen dak